# Сет Ролинс
Колби Лопез, познат като Сет Ролинс, е професионален американски кечист. Той е бивш шампион на Федерацията. Също е бивш партньор на Щит. Става отборен шампион на „Първична сила“ с Роман Рейнс.

## Ранна кариера
През 2005 г., Ролинс дебютира в SCW, където започва да гради кариера под името Gixx. По-късно се присъединява към NWA Midwest, като печели отборните титли с Марек Брейв. Двамата успешно защитават титлата срещу Райън Боз и Дани Даниълс, Брет Уейн и Хайп Готи, както и Джейсън Рейн и Марко Кордоба. След като изгубват титлата, Ролинс отива да се бие в ROH през 2007 г. В ROH, Ролинс печели 2 пъти отборните титли с Джими Джейкъбс. Двамата задържат титлата месец и накрая я губят. Ролинс печели ROH World Champion през 2010 г., след тежка травма и дълго отсъствие. Той губи титлата на 11 септември 2010 г. като е победен от Родерик Стронг. Мачът му срещу Стронг е последния му в ROH.

## в NXT/FCW
След като подписва с WWE, Rollins отива първоначално да се бие в FCW под името Tyler Black. През 2011 г. той започва вражда с бъдещия си съотборник от „Щит“ Дийн Амброуз. Двамата правят няколко битки, като Black e победител в последния мач от стила „Железния мъж“ с резултат 3 – 2. На 23 февруари 2012 г. той побеждава Leo Kruger и става новия FCW Florida Heavyweight Champion. Когато WWE преименуваха FCW на NXT на 29 август 2012 той става първият шампион на NXT, като побеждава в турнира Gold Rush Tournament. Tой прави първата и защита на 10 ноември, като побеждава Michael McGillicutty. На 6 декември 2012 г. става част от „Щит“. Налага се Ролинс за защитава титлата си срещу Големия И Ленгстън и я губи на 7 януари 2013 г. Ролинс и останалите от „Щит“ започват вражда с Corey Graves, като го нападат и му костват победа, която межеше да му даде възможност да се бие за титлата. Организиран е мач между Ролинс и Graves, в който Ролинс печели и слага край на връждата.

### Щит
Щит дебютират в WWE на турнира „Сървайвър“ 2012 г., като нападат Rayback помагат на CM Punk да спечели мача тройна заплаха за титлата на WWE. Te казват, че са дошли в WWE да внасят справедливост. На турнира TLC Щит побеждават отбора на Кейн, Даниел Браян и Райбак в мач с маси, стълби и столове. На „Royal Rumble 2013“ те нападат Скалата, като за малко му попречват да спечели титлата на WWE. На „Elimination Chamber“ 2013 побеждават Сина, Райбак и Шеймъс, а на КечМания Ренди Ортън, Грамадата и Шеймъс. Тази победна серия им дава възможност да се бият за отборната титли на турнира „Екстремни правила“. Ролинс и Рейнс печелят отборните титли, а Амброуз става шампион на САЩ. През следващите месеци Щит имат абсолютна доминация над останалите кечисти, но Коуди Роудс и Златен Прах успяват да отнемат отборните титли от Ролинс и Рейнс с помощта на Грамадата, а на турнира ТЛС 2013 г. те губят от CM Punk в мач 3 vs 1. През 2013 г. Ролинс добива прякорът „архитекта“. През новата 2014 г. Щит започват вражда със „Семейство Уаят“, като губят от тях на турнира „Elimination Chamber“ 2014 г. На КечМания 30 успяват да победят Кейн и Разбойниците на навата Епоха. След това имат вражда с „Еволюция“ и ги побеждават на турнирите „Екстремни правила“ и „Разплата“.

## Присъединяване към „Началниците“
На 2 юни 2014 г. Сет Ролинс предава своите „братя“ от Щит и се присъединява към Началниците. Те му дават възможност да се бие в мача за Договора в куфарчето. Ролинс печели мача и става новият Mr.Money in the Bank, и започва вражда с Дийн Амброуз като го побеждава в три поредни мача на турнирите „Бойно поле“, „Лятно Тръшване“ и „Ад в Клетка“. След като побеждава Амброуз на турнира „Ад в Клетка“, e направен мач за турнира „Сървайвър“ между отбора на Началниците и отбор „Сина“. Ролинс е капитан на отбора на Началниците, но на турнира отбора губи заради намесата на дебютанта Стинг и Началниците се махат от властта. Следващия месец Ролинс се изправя в мач с маси срещу Джон Сина, като впоследствие губи. В едно от шоутата на RAW,Ролинс успява да върне Началниците на власт и те за награда го добавят в мача за Световната титла в тежка категория срещу Брок Леснар и Джон Сина. Ролинс не успява да победи в мача.

## КечМания 31
На КечМания 31 Ролинс има мач срещу Ренди Ортън. Въпреки доброто представяне на Ролинс, той губи мача. По-късно същата вечер се намесва в главния мач между Брок Леснар и победителя от Кралското меле – Роман Рейнс, като кешира своето куфарче. Мачът става от вида тройна заплаха. Ролинс прави своя завършващ удар (стъпкването) на шампиона брок леснар който се повдига на две ролинс прави отново завръшващият си удард но този път на роман рейнс бившият му съотборник от щита и го туширва. Така става новият шампион на федерацията. Ролинс е първият човек, който кеширва договора във куфарчето на турнира Кеч мания.

## Защити на титлата
Ролинс прави първата си защита на титлата на турнира Extreme Rules 2015 срещу съперника си от КечМания – Ренди Ортън. След това следва мач Фатална четворка, в която участват Рейнс, Ортън, Амброуз и самия той на платения турнир Payback. Ролинс печели мача. На Elimination Chamber се изправя срещу Дийн Амброуз. Амброуз успява да отбележи туш, но поради спорен момент със съдията шампион си остава Ролинс. Амброуз му открадва шампионския пояс. Следва мач със стълби реванш между двамата на Money In The Bank. Ролинс печели много оспорвания мач. На следващия турнир Battleground, Звяра Брок Леснар се изправя срещу шампиона за своя полагащ му се мач за титлата. Битката бива спечелена от Брок, но чрез дискфалификация заради намесата на Гробаря в мача. На SummerSlam 2015 г. Сет побеждава US шампиона John Cena и обединява титлата на федерацията с тази на Съединените щати, но след един месец на Нощта на шампионите губи щатската титла срещу Сина и успява на победи Отмъстителя Стинг същата вечер. След победата носителят на Договора в куфарчето – Шеймъс се опитва да кешне, но Кейн се завръща и прави задушаващо тръшване и на двамата, както и Надгробен камък на Сет. Поради това се стига до мач между Голямото червено чудовище и Ролинс на Hell in A Cell, в който залогът е че ако Кейн загуби вече няма да има пост в WWE. Ролинс печели мача и Кейн е освободен от поста си.
След това негов опонент е Роман Реинс на предстоящия турнир „Сървайвър“, но на Live event в Дъблин Ирландия той се бие пак с Демона Кейн печели мача, но се контузва тежко за 6 – 9 месеца и се налага да предаде титлата на федерацията.

## В кеча
Завършващи хватки
- Стъпването
- Модифицирано ДЕ ДЕ ТЕ
- Коляно от въжетата

Ключови хватки
- Скайлалкър
- Екзекутор
- Падащ лист
- Крак брадва
- Троен вертикален суплес
- Бомба в обтегача

Мениджъри
- Трите Хикса

Прякори
- Архитекта
- Г-н Договора в Куфарчето
- The Future
- The Best
- The Man
- The Kingslayer
- The Beastslayer
- The Messiah
- The Visionary
- The Revolutionary

Интро песни
- Special Op от Джим Джонстън (16 декември 2012 – 2 юни 2014)
- The Second Coming от CFO$ (9 юни 2014 – 3 май 2020)
- The Rising от Def Rebel (10 май 2020 – 31 януари 2021)
- Visionary  от Def Rebel (след 10 април 2021 г.)

## Титли и постижения
- Absolute Intense Wrestling
  - Интензивен шампион на AIW (1 път)
- All American Wrestling
  - Шампион в тежка категория на AAW (2 пъти)
  - Отборен шампион на AAW (2 пъти) – с Марек Браве (1) и Джими Джейкъбс (1)
- Florida Championship Wrestling
  - Шампион на Флорида в тежка категория на FCW (1 път)
  - Шампион на FCW 15 (1 път)
  - Отборен шампион на Флорида на FCW (1 път) – с Ричи Стаамбоат
  - Джак Бриско Класик (2011)
  - Първи шампион Гранд Слами на FCW
- Full Impact Pro
  - Световен шампион в тежка категория на FIP (1 път)
- Independent Wrestling Association Mid-South
  - На Юг шампион в лека тежка Категория на IWA (1 път)
- Mr. Chainsaw Productions Wrestling
  - Световен шампион в тежка категория на MCPW (1 път)
- NWA Midwest
  - Отборен шампион на Среден Запад на NWA (1 път) – с Марек Браве

## Титли и постижения в WWE
- - Универсален шампион (2 пъти)
  - WWE шампион (2 пъти)
  - Световен шампион в тежка категория (1 път)
  - Интерконтинентален шампион (2 пъти)
  - Отборен шампион на Първична сила (6 пъти) с Роман Рейнс (1), Дийн Амброуз, (2) Джейсън Джордан (1), Броун Строуман (1) и Бъди Мърфи (1)
  - Договорът в куфарчето (2014, 2025)
  - Кралско меле (2019)
  - Американски шампион (2 пъти)
  - Слами награди (9 пъти)